# Flamenquín
Il flamenquín è un piatto tradizionale di Cordova che viene preparato con fette di jamón serrano avvolte in pezzi di lonza, impanate e fritte.
Spesso viene servito con patatine fritte e maionese e una variante comune prevede la sostituzione della lonza con il prosciutto cotto. Può essere preparato anche con altri ripieni come pesce, formaggio o pollame.
La dimensione del rotolo finito varia da una piccola palla fino a pezzi lunghi 40 centimentri e può essere servito a fette o intero.
Il flamenquin è stato creato nel 1939 in un ristorante di Andújar e prende il nome dal fatto che il colore dorato della pietanza ricorda il biondo dei fiamminghi, arrivati in Spagna con Carlo V.